# إرشاد وزارة الدفاع الأمريكية 2310
إرشاد وزارة الدفاع الأمريكية 2310 يمثل سياسة للولايات المتحدة الأمريكية تتعلق بمعاملة سجناء العدو ولا سيما هؤلاء المصنفون على أنهم «مقاتلين غير شرعيين». تم تعديل الإرشاد في سبتمبر 2006 استجابة لمخاوف بشأن المعاملة غير الإنسانية للمشتبه بانتمائهم لتنظيم القاعدة الذين اعتقلوا خلال حرب الخليج الثانية.
- ويتضمن هذا الإرشاد حظر المعاملة القاسية واللاإنسانية والمهينة.
- لا يجوز للمحققين إجبار المعتقلين على التعري أو إجراء ممارسات جنسية أو اتخاذ أوضاع جنسية. ولا يجوز لهم وضع أغطية ولا جوارب فوق رأس المعتقل ولا استخدام شريط لاصق على عينيه. لا يجوز لهم استعمال الضرب ولا الصدمات الكهربائية ولا الحرق ولا التسبب لأي من المعتقلين بأي نوع آخر من الألام الجسدية. لا يجوز لهم استعمال التعذيب بالماء. لا يجوز استخدام خفض درجة الحرارة أو ممارسات يمكن أن تؤدي إلى إصابات ناتجة عن درجة الحرارة. لا يجوز إجراء عمليات إعدام وهمية، ولا يجوز حرمان المعتقلين من الغذاء ولا الماء ولا الرعاية الطبية اللازمة. ولايجوز استخدام الكلاب في أي مظهر من مظاهر الاستجواب.

## وصلات خارجية
- Defense Department News Briefing on Detainee Policies - CQ Transcripts Wire - Wednesday, September 6, 2006; 4:58 PM